# グレゴリー・ボイントン
グレゴリー・"パピー"・ボイントン（Gregory "Pappy" Boyington、1912年12月4日 - 1988年1月11日）は、太平洋戦争で活躍したアメリカ海兵隊のエース・パイロット。名誉勲章受章。第214海兵戦闘飛行隊（VMF-214）「ブラックシープ」隊長。最初の渾名は最古参パイロットだった事から「グランド・パッピー」だったが、略されて「パッピー」となった。

## 経歴

### 青年期
アイダホ州コー・ダリーンで生まれる。父は歯科医のチャールズ・ボイントン。だが両親は幼くして離婚し、母グレースに引き取られエルスワース・J・ホーレンベックと再婚。のちに軍入隊の際出生届を取得するまでそのことを知らず、「グレゴリー・ホーレンベック」として育った。3歳から12歳までセント・メリーズで育つ。6歳の時、のちに太平洋横断で知られるクライド・パングボーンと出会っている。タコマのリンカーン高等学校に入学。在学中はレスリングに打ち込んだ。1930年よりワシントン大学入学。航空工学を学ぶ傍ら、学生社交クラブはラムダ・カイ・アルファに所属。また、ワシントン・ハスキーズのレスリングと水泳選手として活躍した。特にレスリングではパシフィックノースウェスト・インターカレッジのミドル級タイトル戦に参加した。
予備役将校訓練課程に従い1934年6月に陸軍少尉任官、市内にあるワーデン要塞の第630海岸砲兵隊にて2か月間勤務した。
航空工学学士を取得し卒業後、ボーイング社に設計士・整備士として就職。またこの頃に最初の結婚をしている。

### 海兵隊に入隊

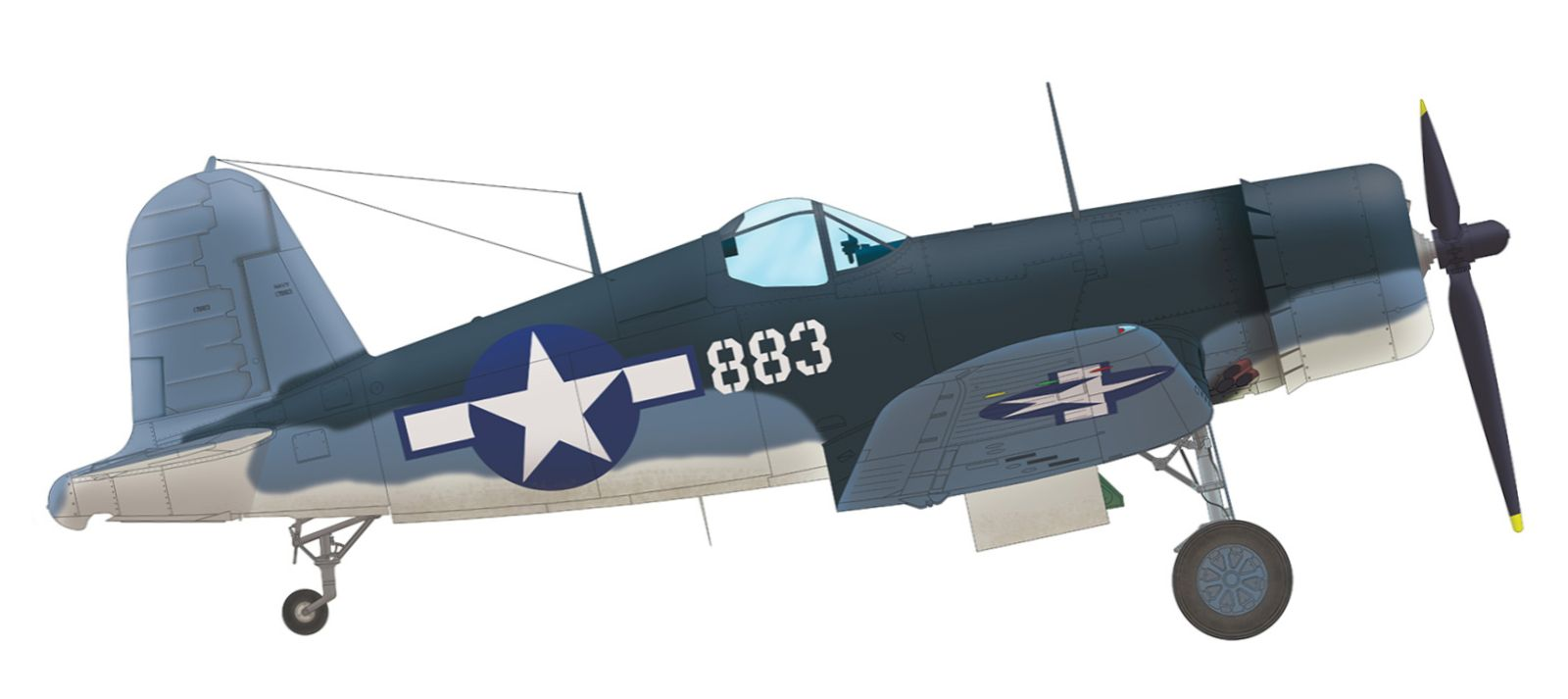
第214海兵戦闘飛行隊長時代のマーキング

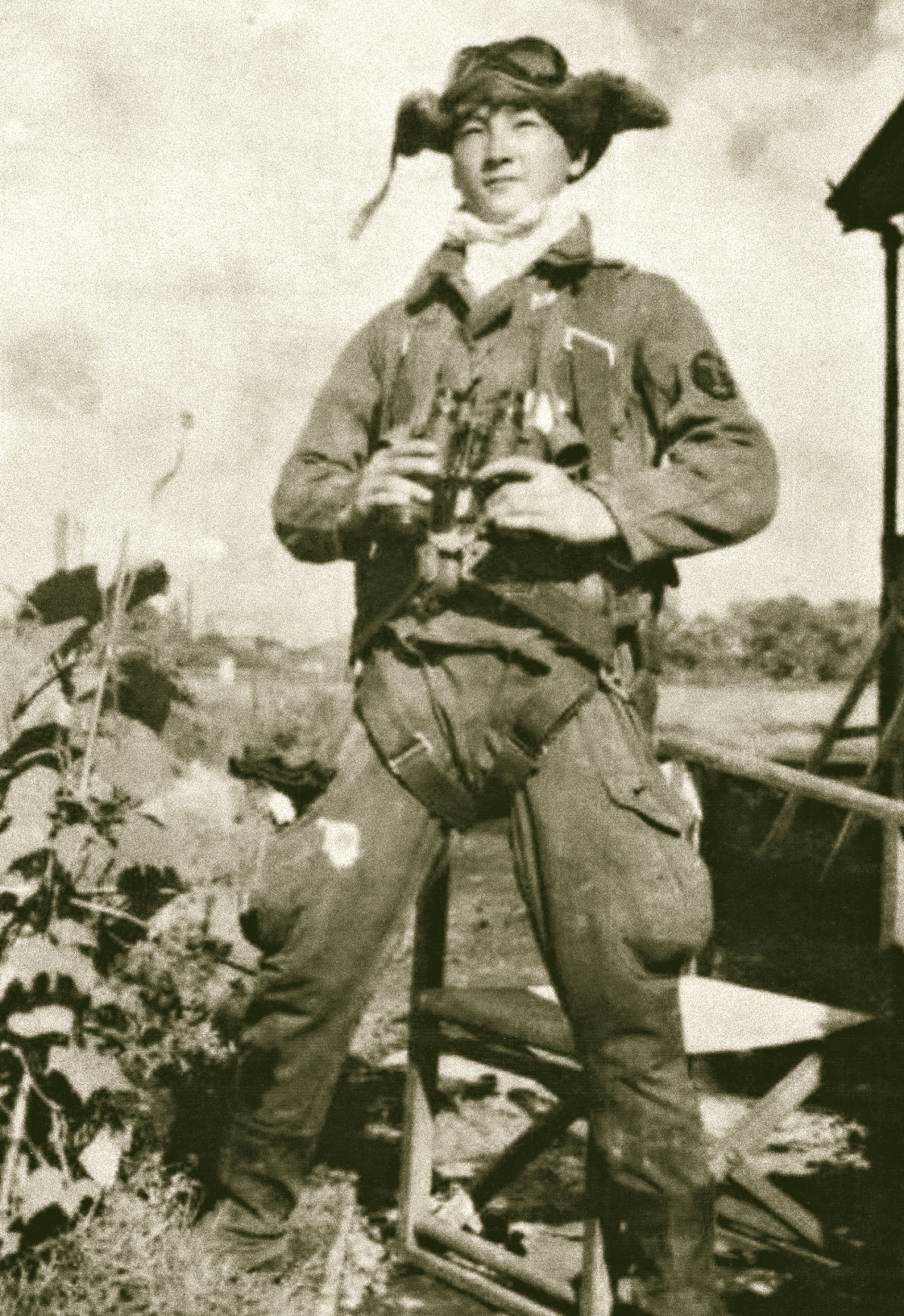
ボイントンを撃墜したとされる川戸正治郎

1935年春、海軍航空士官候補生に志願するも、既婚者は除外される規定となっていた。またこの時、前述の実父の存在を知り、父方の戸籍を使えば既婚者と発覚せずに済むと判断、合衆国海兵隊予備役制度登録後、独身者の「グレゴリー・ボイントン」として1936年2月に海兵隊航空士官候補生に志願した。以降は姓を実父のボイントンに改めている。
ペンサコーラ海軍航空基地で航空士官候補生の訓練を受けたのち、クアンティコ海兵隊基地を拠点とする海兵隊東海岸派遣軍の第1航空隊、艦隊海兵軍で勤務。1939年1月まで基礎学校で学んだ後、ノースアイランド海軍航空基地の第2航空群に配属。艦隊解難演習に参加、レキシントン、ヨークタウン乗組。1940年12月の中尉昇進後、ペンサコーラにて教官。飲酒癖のため閑職にいたところを、1941年9月、「1機撃墜ごとに500ドルのボーナス」に騙され、また離婚直後で経済的苦境にあったことからフライングタイガースに参加。P-40を操縦して日本軍と戦った。初陣では軽快な九七式戦闘機に格闘戦を挑んで撃墜されかけたが、一撃離脱戦法を守ることで撃墜数を増やした。中国、ビルマ戦線で戦った後、1942年11月、ジェームズ・フォレスタル海軍次官に直訴して海兵隊に復帰、少佐になる。
1943年1月、南太平洋戦線に参加、第1海兵航空団（長：ロイ・ガイガーのちラルフ・J・ミッチェル）第11海兵航空群隷下の第122海兵戦闘飛行隊副隊長や第112海兵戦闘飛行隊隊長としてガダルカナル島やエスピリトゥサント島に勤務するが空戦の機会には恵まれず、宴会中の喧嘩で負傷ののち後方任務に就いていたが、自ら第214海兵戦闘飛行隊「ブラックシープ」を作り前線に戻る。F4U戦闘機を操縦し、F4Uでの初出撃で零戦を5機撃墜するなどニューギニアの航空戦で活躍。11月にはブーゲンビル島のブインを夜襲し、巡洋艦を炎上させた。
1944年1月3日、ラバウル上空において撃墜記録28に達した直後、ジョージ・アシュマン大尉搭乗機を援護中に零戦によって撃墜された（第二五三海軍航空隊所属の川戸正治郎上飛曹による戦果と推定されている）。なお、ジョージ・アシュマン大尉搭乗機もかの岩本徹三搭乗の零戦に撃墜されている。漂流中に日本海軍の潜水艦に救助される。その後、ラバウル、トラック島や硫黄島を経て大船捕虜収容所（横須賀海軍警備隊植木分遣隊)に送られた。大船では海軍軍令部の実松譲の尋問を受けた。1年8ヶ月後に大森捕虜収容所（東京俘虜収容所本所）に移送され、終戦まで捕虜生活を送った。理不尽な暴力に何度もあったが、同様に上官から暴力をふるわれる日本軍兵士や日本の民間人を冷静に観察しており、親切に接してくれた日本人に対する感謝の念も忘れなかった。大船時代に炊事係となった際に、地元に住む中年の「オバサン」と親しくなり、密かに食べ物や菓子を分けてもらい、戦後に仲間が訪日するときに彼女への土産を預けたという。

### 戦後
終戦後、新聞の報道とボイントンの勤務当時第1海兵航空団参謀長だったムーア少将の尽力により、現役に復帰して中佐に進級する。海軍殊勲章と議会名誉勲章を受賞したが、飲酒の問題もまた再発。間もなく大佐で退役した。
退役後も飲酒の問題は改善されず職を転々としたが、1955年にアルコール依存症患者を救済する団体の支援もあり克服、その後はアルコール依存症に苦しむ人たちを支援する活動にも従事した。
1958年、フライング・タイガースへの参加から戦時体験（捕虜時代も含めて）を記した自叙伝『BAA BAA BLACKSHEEP』が出版。後に1970年代にロバート・コンラッド主演でTVドラマ化されている。1993年、日本でも光人社より『海兵隊撃墜王空戦記零戦と戦った戦闘機エースの回想』のタイトルで和訳刊行、後2004年に『海兵隊コルセア空戦記零戦と戦った戦闘機エースの回想』と改題。
『デビル500応答せず』（映画『イントルーダー　怒りの翼』原作）の作者、スティーヴン・クーンツが編纂したアンソロジー『撃墜王』（原題：「WAR IN THE AIR」、高野裕美子・訳。講談社文庫）にも本作から一節が引用されている（『海兵隊撃墜王空戦記』第九章『ラバウル攻撃』第一節「ベララベラを基地に」にて書かれている1943年のクリスマスに関するエピソード）。なお、『撃墜王』訳者の高野裕美子は本作のタイトルを「めえめえめんようさん」と訳している。
1988年死去。
なお、彼の編成した海兵第214戦闘飛行隊の流れを汲む海兵第214戦闘攻撃飛行隊（VMFA－214）においては、F-35BライトニングⅡ戦闘機を使用する現在にあっても飛行隊長機のキャノピーフレーム近辺には彼の名前が記されている。